# سیارک ۴۱۶۴
سیارک ۴۱۶۴ (به انگلیسی: 4164 Shilov، نامگذاری:1969UR) چهار هزار و صد و شصت و چهارمین سیارک کشف شده‌است که در ۱۶ اکتبر ۱۹۶۹ کشف شد.
قدر مطلق سیارک برابر ۱۲٫۲۰ است.